# 大石産業
大石産業株式会社（おおいしさんぎょう）は、福岡県北九州市八幡東区桃園に本社を置く総合包装資材メーカーである。

## 事業所
- 本社
  - 福岡県北九州市八幡東区桃園2-7-1
- 工場（パルプモウルド）
  - 八戸工場 - 青森県上北郡おいらせ町中平下長根山1番地145
  - 茨城工場 - 茨城県北茨城市中郷町日棚宝壷1471番地29号
  - 鞍手工場（第一） - 福岡県鞍手郡鞍手町古門600番地
  - 鞍手工場（第二） - 福岡県鞍手郡鞍手町古門4032-1
- 工場（フィルム）
  - 茨城工場 - 茨城県北茨城市中郷町日棚宝壷1471番地30号
  - 鞍手工場 - 福岡県鞍手郡鞍手町古門4032-1
  - 樹脂成型工場 - 福岡県鞍手郡鞍手町古門4032-1
- 工場（重包装袋）
  - 小倉工場 - 福岡県北九州市小倉南区葉山町二丁目8番1号
- 工場（段ボール）
  - 直方工場 - 福岡県直方市感田栗林1446番地

## 沿革
- 1925年（大正14年）4月 - 福岡県八幡市（現、北九州市八幡東区）に、大石商店を創業。
- 1947年（昭和22年）2月 - 大石商店の組織を変更し、株式会社大石商店を設立。
- 1948年（昭和23年）6月 - 福岡県八幡市（現、北九州市八幡西区）に、大石工業株式会社を設立。
- 1948年（昭和23年）7月 - 福岡市に九州資源株式会社を設立。製紙原料（新聞故紙）の回収、販売を開始。
- 1952年（昭和27年）2月 - 大石工業株式会社を吸収合併し、社名を大石産業株式会社に変更。
- 1980年（昭和55年）5月 - 福岡証券取引所に株式上場。
- 1986年（昭和61年）4月 - OA機器部を独立、北九州市八幡東区に、株式会社アクシスを設立。
- 1990年（平成2年）3月 - マレーシアに、CORE PAX (M) SDN. BHD.を設立。
- 2001年（平成13年）1月 - CORE PAX (M) SDN. BHD.でISO9001を認証取得。
- 2002年（平成14年）6月 - 中国に、大連大石包装有限公司　設立。
- 2007年（平成19年）4月 - フィルム事業部でISO9001を認証取得。
- 2007年（平成19年）7月 - 福岡県鞍手郡鞍手町に、パルプモウルド九州第三工場を新設。
- 2017年（平成29年）9月 - 大連大石包装有限公司の出資金を売却。
- 2022年（令和4年）2月 - 東京証券取引所第二部上場[1]。

## 関係会社
- 株式会社アクシス
- 柳沢製袋株式会社
- CORE PAX(M)SDN. BHD.
- ENCORE LAMI SDN.BHD.